# Martin Scharff
Martin Scharff (* 18. Dezember 1963 in Dinkelsbühl) ist deutscher Koch und Unternehmer.

## Werdegang
Nach einer Ausbildung zum Koch arbeitete Scharff bei Harald Wohlfahrt in Baiersbronn, im Restaurant von Jörg Müller in Westerland auf Sylt, im La Table in der Spielbank Hohensyburg sowie im Guarda Val in Lenzerheide. Zusätzlich absolvierte er Praktika in Frankreich und Kalifornien.
1991 besuchte er die Hotelfachschule in Heidelberg und schloss diese mit der Küchenmeisterprüfung und der Bezeichnung  Staatlich geprüfter Gastronom ab. Im selben Jahr übernahm er das Hotel Eisenkrug in Dinkelsbühl, dessen Restaurant unter seiner Leitung mit einem Stern im Guide Michelin ausgezeichnet wurde. Damals war Scharff als 27-Jähriger der jüngste Küchenchef eines Sternerestaurants in Deutschland. Ein Jahr später kürte ihn der Feinschmecker zum „Aufsteiger des Jahres“. Nach 10 Jahren in Dinkelsbühl wechselte er 2001 in die Wartenberger Mühle in der Nähe von Kaiserslautern. Bekannt wurde er auch durch die kulinarische Betreuung der Bambi-Verleihung und der Berlinale.
Seit 2012 leitet Scharff als Geschäftsführer die Gastronomiebetriebe auf dem Heidelberger Schloss.
Im Februar 2020 erklärte Martin Scharff, dass er das Restaurant so umstrukturiert, dass es keinen Michelin-Stern mehr bekommt. 2021 erhielt sein Restaurant keinen Stern mehr. Kurz zuvor erhielt er noch 16 Punkte im Gault-Millau.

## Mitgliedschaften
Scharff ist Mitglied von Slow Food, der Confrérie de la Chaîne des Rôtisseurs, Gründungsmitglied bei den Jeunes Restaurateur de Europe und der Deutschen Fußballmannschaft der Spitzenköche und Restaurateure e.V., sowie der Jury des Kochwettbewerbs Bocuse d’Or Germany-Selection 2012 & 2016 und Mitglied bei Rotary.

## Auszeichnungen/Preise/Ehrungen
Im Jahre 2009 wurde Martin Scharff für seine Leistung in „Innovation und Ausbildung“ mit dem Gastronomiepreis Rheinland-Pfalz ausgezeichnet und für den Warsteiner Gastronomiepreis, einen der bedeutendsten deutschen Gastronomiepreise, „als Vorbild und Mutmacher für die Branche“ nominiert. In 2009 errangen zwei Auszubildende aus dem Service die ersten beiden Plätze beim Gastronomiepreis, 2011 eine Auszubildende aus dem Hotelfach den ersten Platz. 2013 wurde Martin Scharff für sein Restaurant Scharffs Schlossweinstube bei der kulinarischen Auslese von San Pellegrino zur Neueröffnung des Jahres in Deutschland gewählt.

## Kritik
Kritik an Scharff und seiner Restaurantführung wurde 2009 in der Zeit von Günter Wallraff erhoben. Wallraff warf dem Koch vor, Auszubildende auszubeuten und hielt ihm Missstände in dessen Betrieb vor.

## Veröffentlichungen
- Martin Scharff, Ute Mangold und Steffen Michler: Wilde Kräuter. Feine Weine. Plögerverlag, Annweiler 2007. ISBN 978-3-89857-222-4.
- Martin Scharff, Rainer Schillings, Ansgar Pudenz: Einfach Spitze, Kreative Spargelrezepte. Heel Verlag, Hamburg 2016. ISBN 978-3-95843-321-2.